# Епитафи на Поповића гробљу у Дучаловићима
Епитафи на Поповића гробљу у Дучаловићима представљају значајна епиграфска сведочанства и чине поуздане родбинске податке преузете са старих надгробних споменика на Поповића гробљу у селу Дучаловићи, Општина Лучани.

## Поповића гробље
Фамилијарно гробље Поповића налази се у непосредној близини засеочких кућа ове фамилије. По очуваним споменицима, његова старост сеже у прве деценије 19. века. Поред мањег броја новијих споменика од мермера, у гробљу је очуван знатан број старијих надгробника од пешчара, који су нажалост само делом читљиви. Најстарији датирани споменик подигнут је девојчици Стајки Поповић (†1821). На споменику старице Станице Поповић (†1943) записан је податак да је живела 110 година.

## Епитафи
Споменик Стајки Поповић (†1821)
СТАЈКА кћер Милана Поповића
Умре од 10 год. 14 Новембра 1821 год.

Споменик Марти Поповић (†1852)
МАРТА кћи Василија Поповића
умре од 10 год. На С. Саву 15 јануара 1852

Споменик Максиму Поповићу (†1858)
овде почива р.б. МАКСИМ
син Василија С. Поповића
поживи 13 г: а престав 12 Ноем 1858.Г:

Споменик Петру (Поповићу) (†1862)
ПЕТАР 1862 г. 

Споменик Николи Поповићу и његовом брату јеромонаху Јосипу у Дучаловићима
Овде почива р. Божи
НИКОЛА С. Поповић
Поживи 38 г. а престависе 20 Августа 1866 г.
Овај Билег подиже му његова Супруга Марта
и 4 сина Светозар Танасије Стеван и Љубомир
Овде се спомиње и брат његов
ермонах Јосип
које у манастиру Благовештењу
умро у 36 г. живота 25 Марта 1863 Г:

Споменик Ристи Поповић (†18??)
Овде почива Р: Б: РИСТА
супруга поч. Спасоја Поповића
поживи 58 г. прес: 12 Ноем.

Споменик Мирослави Поповић (†1875)
Овде је вене МИРОСАВА
кћер Милана С. Поповића
Умре од 8 г. 1 марта 1875 Г:

Споменик Живојину Поповићу (†1875)
Премили ЖИВОЈИН
незаборављени син Васа С. Поповића и мајке Анице
ђак III разреда ког неумитна смрт у 11 г. покоси
19 септ. 1875

Споменик Марији Поповић (†18??)
МАРИЈА
кћи Василија Поповића умре од 5 г.

Споменик Василију Поповићу (†1878)
овде почива р.б.
ВАСИЛИЈЕ С. ПОПОВИЋ
А поживје 60 г.
а престависе у вечност
24 декембра 1878 г.
Споменик овај
подигоше му синови Микаило...

Споменик Аници Поповић (†1881)
Богда прости блаженоупокојену раб Божију
АНИЦУ
супругу Василија Поповића из Дучаловића
која је поживела 60 год. умрла 7 октобра 1881 г.
Овај спомен подигоше јој синови
Милан и Алекса и унук Микаило

Споменик Стефану Поповићу (†18??)
овде почива р. Божии
СТЕФАН
син поч. Николе С. Поповића:

Споменик Никивору Поповићу (†1891)
НИКИВОР
син Александре Поповића...
Умре од 5 године 4 марта 1891 год.

Споменик ученику учитељске школе Вељку Поповићу у Дучаловићима
ВЕЉКО
син Светозара и Станице Поповића из Дучаловића
Умро 26 маја 1891. г. као свршавајући ђак учитељске школе
месец дана прије но што би школе свршио!
Ја умријех од болести којој лека нема
јектика ме у гроб ладни спрема.
Смрт покоси моју младост красну
остадоше школе несвршене у жалосној 20 г.
неутешен уздише ми бабо, тужна мајка,
а кукају сестре жале браћа свог старијег брата.
Сваком савет дајем; да не плачу кад гроб мој виде;
јер умријех да вечито живим
Спомен овај подиже му
ожалошћени отац Светозар и мајка Станица.

Споменик Матији Поповићу (†1892)
Овде почива р.б. МАТИЈЕ Поповић
ђак православне школе у 12 год. Умро 30 Јануара 1892 Г.
Смрт његова ране нам позледи,
јер у години два сина своја мала ђака
саранише његови родитељи Светозар и Станица.

Споменик Јеврему Поповићу (†1899)
Овде труне тело Богом украшена младића
ЈЕВРЕМА сина Светозара и Станице Поповића
који у најлепшем цвету, у 20 год. смрћу уцвели родитеље
2 јуна 1899 г. Вечна му буди памјат и Бог даму душу прости..
Овај вечни спомен подиже ожалошћена мајка и брат Раденко.
Као знак да га ни у гробу заборавили нису
Р:Б: ДРАГОЉУБ син Александре В. Поповића Умре од 2 ипо г.

Споменик Светозару Поповићу (†1900)
Овде лежи тело упокојенога
СВЕТОЗАРА ПОПОВИЋА из Дучаловића
бив. кмет и председник 10 г
умре од 48 г. 5 феврала 1900 г.
Овим вечним спомеником
бележи ти вечну кућу
твоја верна супруга Станица
и благодарни син Раденко

Споменик Марти Поповић (†1904)
Овде почива Р: Б: МАРТА
супруга поч. Николе Поповића из Дучаловића
Која је поживила 80 г. а умрла 15 јануара 1904 год.
Овај спомен подиже јој син Љубомир

Споменик Војиславу Поповићу (†1905)
О мили ученици земног света
Пречитајте Спомен Мог краткога века.
Као цвеће кад повене слана
Мене тужног у мало земана.
Покри црна земља и зелена трава.
ВОЈИСЛАВА
Љубомира и Јеленке Поповића.
Поживијо 15. год:
А престависе у вечнос 9. Септемвра 1905: г.
Овај спомен подиже му отац Љубомир
и браћа Светислав Ранко Станко и Радомир

Споменик Велики Поповић (†1906)
Овде пред овим споменом почива и ладна земља скрива Р.Б.
ВЕЛИКУ
супругу Милована Поповића из Дучаловића
која у најлепшем цвету, у 19 години своје младости
престависе у вјечни живот 9 децембра 1906 г. Бог да јој душу прости
Овај вечни спомен подигоше јој свекар Танасије муж је Милован и девер јој

Споменик Милану Поповићу (†1907)
Пред овим ладним каменом лежи тело
МИЛАНА Поповића из Дучаловића.
Ја мрети морадок
ал мртав ћу се поносити тиме
што ратарско ја имадем име
Поживих 57 г:
а престави се у вечнос 27 априла 1907. г.
Спомен му подигоше син Микаило унуци Милутин и Видое

Споменик Вељку Поповићу (†1911)
Овде вене леп цвет ВЕЉКО
син Дринке и Раденка Поповића из Дучаловића
Умре од 1 г. 2 априла 1911

Споменик Драгиши Поповићу (†19??)
овде вене лепи цвет ДРАГИША
син Раденка и Дринке Поповића из Дучаловића...

Споменик Радојки Поповић (†1913)
Овде почива РАДОЈКА
супруга поч. Михајила М. Поповића
рођена од Симеуновића из Негришора 1875 г.
а умре 15-1-1913. г.
Спомен подигоше јој
кћери Косана, Наталија, Бојана и Лепа и унуци

Споменик војнику Павлу Поповићу у Дучаловићима
Ево гроба одморита двора
ђе с одмара тело од умора
дичног срба краброг ратоборца
ПАВЛА
сина Танасија и пок. Перунике Поповића из Дучаловића
Бивши војник 3 чете 3 бат. 10 пука I позива
који се јуначки боријо
за своју веру и отаџбину са Аустр. Војском
који поживи 26 г
који се тешко рани на положају Причиновићима 6 септ.
А умре од ране у чачанској Болници 26 септе у 1914 год.
Бог да му душу прости.
Овај Споменик подигоше му
отац Танасије
браћа Добривоје и Светозар
Поповићи

Споменик Миљку Поповићу (†1914)
Овај споменик
показује храброг ратоборца упокојенога
МИЉКА ПОПОВИЋА из Дучаловића
Бивши војник I чете II Бат. 10 пука I позива
који се јуначки боријо са Аустр. Војском
за своју веру и отаџбину који поживи 30 г.
погибе на Причиновићима 6 септ. у 1914 г.
Бог да му душу прости.
Овај споменик подигоше му отац Леко мајка Персина
и син му Василије и супруга Јелица
Поповићи

Споменик Стоки Поповић (†1914)
Овде је СТОЈКА
кћи Радојке и Михаила М. Поповића
Умре од 3 г. у децембру 1914 г.

Споменик Десанки Поповић (†1914)
Овде је ДЕСАНКА
кћи Радојке и Михаила М. Поповића
Умре од 8 год. у децембру 1914 г.

Споменик Ангелини Поповић (†1915)
Овде вене лепи цвет младенац пок.
АНГЕЛИНА
кћер Александре и Крстине Поповића из Дучаловића.
Поживи 12 год. умре 8 августа 1915 г.
Бог да јој душу прости.
Овај споменик подиже јој отац Леко и мајка Персина

Споменик Марку Поповићу (†1915)
Овде је МАРКО
син Милована и Мијојле Поповића.
Умре од 1 год. 25-I-1915 год.
Споменуше га отац и мајка

Споменик Загорки Поповић (†1916)
Овде вене лепи цвет
ЗАГОРКА кћи Јелисавке Поповић из Дучаловића
умре 1916 г.
Споменуше је мајка Јелисавка ...

Споменик Михаилу Поповићу (†1916) и његовим синовима Милутину (†1915) и Видоју (†1915)
МИХАЈИЛО ПОПОВИЋ
поживи 47 г. умре 1916 г.
и његови синови који погибоше бранећи отаџбину:
МИЛУТИН поживе 22 г.
ВИДОЈЕ поживе 21 г.
погибоше 1915 г.
Спомен подигоше кћер Михаилова Таја
и зет Милутин са синовима

Споменик Спасенији Поповић (†1918)
Овде почива СПАСЕНИЈА – Пајка
супр. пок. Милана В. Поповића
рођена од Јовичића из Граба 1843 г.
а умре 13 VIII 1918. г.
Спомен подигоше јој од сина Михајила
унуке Косана, Настасија, Стана, Бојана и Лепа

Споменик Перуники Поповић (†1918)
Овде почива упокојна
ПЕРУНИКА
супруга Танасија Поповића из Дучаловића
која поживи 60 го: а умре 25 новембра 1918 г.
Бог да јој душу прости
Овај спомен подиже јој њен муж Танасије
синови јој Добривоје и Светислав

Споменик Милунки Поповић (†1919)
Овде у овом ладном гробу вечни сан борави
МИЛУНКА супруга Светислава Поповића из Дучаловића
која поживи 25 г. а умре 24 Априла 1919 г.
Овај спомен подиже јој свекар Танасије
муж Светислав и брат му Добривоје

Споменик Наталији Поповић (†1924)
Овде вене леп цвет млад
НАТАЛИЈА
кћер Ранка и Зорке Поповић из Дучаловића
рођена 28-I-1923 г. умре 1-II-1924 г.
Бог да јој душу прости
Овај спомен подигоше јој отац Ранко
мајка Зорка и чиче Станко Радомир и Велимир

Споменик Љубомиру Поповићу (†1924)
Ево гроба одморита двора
ђесе одмара тело од умора.
Упокојени ЉУБОМИР Н Поповић из Дучаловића
који часно и поштено поживи 60 год.
а умре 4 феб. 1924 год. Богда му душу прости.
Овај спомен подигоше му супруга: Јелисавка
и синови Ранко Станко и Велимир
и снахе Зорка и Загорка Поповић:

Споменик Танасију Поповићу (†1925)
Овде почива наш отац р.б.
ТАНАСИЈЕ Н. Поповић из Дучаловића
који часно и поштено поживи 73 год.
А умре 11 Новембра 1925 год.
Бог да му душу прости на вечном дому.
Овај спомен подигоше му синови Добривоје и Светислав
унуци Радош Драгољуб и Гвозден и снахе Поповићи

Споменик Миливоју Поповићу (†1928)
Овде је МИЛИВОЈЕ
син Светислава и Горгине Поповића
Умре од 1 г. 1928 г.
Споменуше га отац и мајка

Споменик Светиславу Поповићу (†1932)
ПОПОВИЋ СВЕТИСЛАВ 1905-1932
кћери Гроздана, Олга унуци Мишо и Симо

Споменик Тому Поповићу (†1934)
Наш мили и за навек не прежаљени син
ТОМО Р. Поповић
Умро напрасно у својој 34 години.
Његова смрт уцвели своје родитеље
његовог доброг друга Лепосаву
и петоро нејако дечице, своју браћу и сестре.
21 септембра 1934 год.
Спомен му подиже благодарни отац Раденко

Споменик Радомиру Поповићу (†1934)
Наш мили и за навек не прежаљени брат
РАДОМИР
син поч. Јелисавке и Љубомира Поповића
рођен 20 маја 1901 год. а умро напрасном смрћу,
у најлепше време у својој 33 год. 9 Окт: 1934 год.
Бог да прости душу Радомиру.
Овај спомен подигоше му браћа Ранко Станко и Велимир
снахе Зорка и Загорка, синовице Босиљка Стајка и Милка
1935.г.

Споменик Василију Поповићу (†1934)
ВАСИЛИЈЕ ПОПОВИЋ
рођ. 19 Јануара 1915 умро 14 Октобра 1934
Спомен му подиже мајка Јелица у здоговору ћерке Зорке
и зета Здравка Антовића као и себе за живота
+ ЈЕЛИЦА суп. пок. Миљка Ал. Поповића,
рођена Шутић 1886. г. Умрла 13-ХI-196З. г.

Споменик Јелисавки Поповић (†1934)
Ево гроба одморита двора где ми тело скрива,
а ладна киша га прекрива.
Побожне српкиње ЈЕЛИСАВКЕ
супруге поч. Љубомира Поповића из Дучаловића,
која часно и поштено поживи 68 г.
А умрла 15 Децем. 1934 г. Бог да јој душу прости.
Овај спомен подигоше јој синови Ранко Станко и Велимир
и снахе Зорка и унуке Босиљка Стајка и Милка
1935 г.

Споменик Лепосави Поповић (†1935)
Нашој милој ЛЕПОСАВИ Поповић
свршеној учен. III-год. рад. школе у Пожеги.
Испусти своју душу 11-IX-1935. год.
у цвету младости у 16 години.
Споменик подигоше неутешни родитељи Дринка и Раденко.

Споменик Александру Поповићу (†1939)
Ево гроба одморита двора
ђесе одмара тело од умора
упокојени наш мили деда
АЛЕКСАНДРА ПОПОВИЋ из Дучаловића.
Бивши кмет овог села
који часно поживи 76 г.
а умре 17 јануара 1939.г. а рођен 1863 г.
Овај спомен подигоше му зет Здравко Антовић
и сна Јелица и супруга Персина Поповићи.

Споменик Персини Поповић (†1940)
Пред овим спомеником почива тело неуморне раднице
ПЕРСИНЕ супруге пок. Александре Поповића из Дучаловића
која часно и поштено поживи 82 г. а умре 24 II 1940 године.
Овај спомен подиже јој сна Јелица, унука Зора и зет Здравко Антовић.

Споменик Миленку Поповићу (†1941)
МИЛЕНКО ПОПОВИЋ
Вој. наред. поживео 26 год.
погинуо 28 VIII 1941 год.
Спомен подиже отац Раденко и мајка Дринка.

Споменик стогодишњакињи Станици Поповић (†1943)
СТАНИЦА
супруга Светозара Поповића
која часно поживи 110 год.
а умрла 1943 год.
Спомен подиже син Раденко са унуцима.

Споменик Добривоју Поповићу (†1947)
У вечном миру овде почива тело великог трудбеника
ДОБРИВОЈА Поповића из Дучаловића
који часно и поштено пож. 55 година, а умро 7-11-1947 г.
Овај спомен подигоше му из поштовања синови:
Радош, Гвозден, Мирко и Милисав.
Супруга Станојка кћери Вера и Дара.